# Svartbent plankstekel
Svartbent plankstekel (Sapyga quinquepunctata) är en stekelart som först beskrevs av J.C.Fabricius 1781.  Svartbent plankstekel ingår i släktet Sapyga, och familjen planksteklar. Arten är reproducerande i Sverige.